# Christian Berkel
Christian Berkel (sinh ngày 28 tháng 8 năm 1957) là một diễn viên người Đức.

## Cuộc đời và sự nghiệp
Berkel được sinh ra ở Berlin, Đức. Cha ông là một quân y và mẹ ông đến từ một gia đình Do Thái ở Đức. Từ năm 14 tuổi ông sống ở Paris, nơi ông đã học kịch với Jean-Louis Barrault và Pierre Berlin. Sau đó ông được đào tạo tại German Film and Television Academy ở Berlin và đã xuất hiện trên sân khấu ở Augsburg, Düsseldorf, München, Viên và ở nhà hát Schiller, Berlin.
Ông đã xuất hiện trong nhiều bộ phim truyền hình và điện ảnh Đức trong đó có bác sĩ Ernst-Günther Schenck trong bộ phim Downfall. Sau này ông đảm nhận những vai quan trọng trong những bộ phim như Black Book của đạo diễn người Hà Lan Paul 
Verhoeven và những tác phẩm Hollywood như Flightplan, Valkyrie (trong đây ông đóng vai Đại tá Albrecht Mertz von Quirnheim) và bộ phim được đề cử giải Oscar Inglourious Basterds.
Ông sống ở Berlin với nữ diễn viên Andrea Sawatzki và họ có hai người con trai. Ông còn thông thạo tiếng Pháp và tiếng Anh.

## Sự nghiệp
- 1977: The Serpent's Egg
- 1977: Der Mädchenkrieg (Maiden's War)
- 1978: Tatort - Rot, rot, tot (TV)
- 1981: Frau Jenny Treibel (TV)
- 1983: Derrick - Season 10, Episode 06: "Tödliches Rendezvous"
- 1989: Der Bastard (TV series)
- 1993: Ein unvergeßliches Wochenende... in Salzburg (TV)
- 1995: Das Schicksal der Lilian H. (TV)
- 1996: Lautlose Schritte (TV)
- 1997: Umarmung mit dem Tod (TV)
- 1998: Tod auf Amrum (TV)
- 1999: Sweet Little Sixteen (TV)
- 2000: Blondine sucht Millionär fürs Leben (TV)
- 2001: Das Experiment (The Experiment)
- 2002: Safe Conduct
- 2002: Die Affäre Semmeling (TV series)
- 2003: Erste Liebe (TV)
- 2004: Downfall
- 2004: Männer wie wir (Guys and Balls)
- 2004: Der Vater meiner Schwester (TV)
- 2005: Tatort - Leerstand (TV)
- 2005: Flightplan (film)
- 2006: Die Sturmflut (TV)
- 2006: Eine Frage des Gewissens (A Question Of The Conscience) (TV)
- 2006: Black Book
- 2006: Der Kriminalist (TV)
- 2008: Flame & Citron (film)
- 2008: Miracle at St. Anna (film)
- 2008: Haber (film)
- 2008: Valkyrie (film)
- 2009: Inglourious Basterds (film)
- 2009: Attack on Leningrad (film)